# Tatu-bola
Tatu-bola é a denominação comum para as espécies de tatu do gênero Tolypeutes, Tolypeutes tricinctus e Tolypeutes matacus, conhecidas respectivamente como tatu-bola-da-caatinga e mataco. Essas espécies são também  conhecidas em algumas regiões como tatuapara, apara e apar. T. matacus pode ser encontrada no Brasil, Paraguai, Bolívia e Argentina, enquanto que T. tricinctus é endêmica do Brasil.
As espécies de tatu do gênero Tolypeutes contam com cerca de 30 cm de comprimento, têm coloração marrom anegrada e, geralmente, três cintas móveis. São os únicos tatus capazes de se enrolar completamente dentro da carapaça, assumindo o formato de bola. De acordo com a União Internacional para a Conservação da Natureza e dos Recursos Naturais (IUCN), enquanto o tatu-bola-da-caatinga é uma espécie ameaçada, com estado de conservação vulnerável, o mataco tem um menor risco de ser extinto, com estado de conservação quase-vulnerável.
O tatu-bola-da-caatinga foi anunciado em 16 de setembro de 2012 como mascote da copa do mundo de 2014 com o nome de Fuleco - futebol mais ecologia. A Associação Caatinga, organização não-governamental que atua na conservação do bioma, lançou em 2012 a campanha nacional "Tatu-bola para mascote da Copa do Mundo de 2014". Atualmente desenvolve em parceria com a The Nature Conservancy e o grupo de especialistas de Xenarthros da IUCN um projeto de conservação do tatu-bola que pretende reduzir o risco de extinção da espécie.[carece de fontes?]

## Etimologia
"Tatu-bola" é uma referência à sua capacidade de se enrolar, adquirindo o formato de uma bola. "Tatuapara", "apara" e "apar" vêm do tupi tatua'para, "tatu vergado".